# نورد نوروایت
نورد نوروایت (به انگلیسی: Nord Noroit) یک هواپیمای ساختِ کارخانهٔ نورداویاسیون در کشور فرانسه است. نخستین استفاده‌کنندهٔ این هواپیما نیروی دریایی فرانسه بوده‌است. این هواپیما برای نخستین بار در ۶ ژانویه ۱۹۴۹ میلادی مورد استفاده قرار گرفت.